# Fredrik Vilhelm av Nassau-Weilburg
Fredrik Vihelm, hertig av Nassau-Weilburg, född 25 oktober 1768 i Haag och död 9 januari 1816 på slottet Weilburg i Weilburg, var regent över Nassau-Weilburg. Eftersom de flesta linjerna av huset Nassau hade utslocknat, återförenades hertigdömet Nassau under honom 1806. Han behöll titeln hertig av Nassau till sin död.

## Biografi
Fredrik Vilhelm var den äldsta överlevande sonen till Karl Christian av Nassau-Weilburg och prinsessan Wilhelmine Carolina av Oranien-Nassau, och därmed dotterson till Vilhelm IV av Oranien och Anne av Storbritannien. 
Den 31 juli 1788 gifte sig Fredrik Vilhelm med Luise av Sayn-Hachenburg (1772-1827). Bruden var bara sexton år och brudgummen nitton. Vid det tillfället var han arvinge till hertigdömet Nassau. Hans far dog den 28 november samma år och Fredrik Vilhelm efterträdde honom.
Fredrik Vilhelm och Luise fick fyra barn:
- Vilhelm I av Nassau (1792-1839)
- Auguste Louise Wilhelmine av Nassau-Weilburg (1794-1796)
- Henrietta av Nassau-Weilburg (1797-1829), gift med ärkehertig Karl av Österrike-Teschen
- Friedrich Wilhelm av Nassau-Weilburg (1799-1845). Han gifte sig med Anna Ritter Edle von Vallyemare, grevinna av Tiefenbach. Deras enda dotter var Wilhelmine Brunold, grevinna av Tiefenbach.